# Флоренца Міхай
Флоренца Міхай (2 вересня 1955 — 14 жовтня 2015) — колишня румунська тенісистка.
Найвищу одиночну позицію світового рейтингу — 29 місце досягла February 1978 року.
Найвищим досягненням на турнірах Великого шолома були фінали в одиночному та змішаному парному розрядах.

## Фінали турнірів Великого шолома

### Одиночний розряд: 1 (0–1)
| Результат | Рік  | Турнір                               | Покриття | Суперниця     | Рахунок            |
| --------- | ---- | ------------------------------------ | -------- | ------------- | ------------------ |
| Поразка   | 1977 | Відкритий чемпіонат Франції з тенісу | Ґрунт    | Міма Яушовець | 2–6, 7–6(7–5), 1–6 |

### Мікст: 1 (0–1)
| Результат | Рік  | Турнір                               | Покриття | Партнерка   | Суперниці                  | Рахунок  |
| --------- | ---- | ------------------------------------ | -------- | ----------- | -------------------------- | -------- |
| Поразка   | 1977 | Відкритий чемпіонат Франції з тенісу | Ґрунт    | Іван Моліна | Мері Карілло Джон Макінрой | 6–7, 3–6 |

## Фінали турнірів WTA

### Одиночний розряд (1–1)
| Перемога — Легенда                  |
| ----------------------------------- |
| Турніри Великого шолома (0–1)       |
| Турніри Туру WTA (0–0)              |
| Вірджинія Слімс, Avon та інші (0–0) |

| Титули за покриттям |
| ------------------- |
| Тверде (0–0)        |
| Трава (0–0)         |
| Ґрунт (0–0)         |
| Килим (0–0)         |

| Результат | Ранг | Дата     | Турнір                               | Покриття | Суперниця     | Рахунок            |
| --------- | ---- | -------- | ------------------------------------ | -------- | ------------- | ------------------ |
| Поразка   | 1.   | Тра 1977 | Відкритий чемпіонат Франції з тенісу | Ґрунт    | Міма Яушовець | 2–6, 7–6(7–5), 1–6 |
| Перемога  | 2.   | Сер 1977 | Swedish Open, Швеція                 | Ґрунт    | Мері Стратерс | 6–4, 6–4           |

### Парний розряд (1–4)
| Результат | Ранг | Дата     | Турнір                            | Покриття  | Партнерка        | Суперниці                       | Рахунок       |
| --------- | ---- | -------- | --------------------------------- | --------- | ---------------- | ------------------------------- | ------------- |
| Поразка   | 1.   | Лют 1976 | Virginia Slims of Akron 1976, США | Килим (i) | Глініс Коулс     | Брігітт Куйперс Енн Геррант     | 4–6, 6–7      |
| Перемога  | 2.   | Жов 1976 | Барселона, Іспанія                | Ґрунт     | Вірджинія Рузіч  | Наталі Фук Мішель Гердал        | 6–2, 6–4      |
| Поразка   | 3.   | Сер 1977 | Swedish Open, Швеція              | Ґрунт     | Гелена Анліот    | Синтія Дорнер Ракель Хіскафре   | 2–6, 5–7      |
| Поразка   | 4.   | Тра 1978 | Мастерс Рим, Італія               | Ґрунт     | Бетсі Нагелсен   | Міма Яушовець Вірджинія Рузіч   | 2–6, 6–2, 6–7 |
| Поразка   | 5.   | Лип 1978 | Gastein Ladies, Австрія           | Ґрунт     | Регіна Маршикова | Вірджинія Рузіч Рената Томанова | 5–7, 2–6      |

## Фінали ITF

### Одиночний розряд (5–8)
| Результат | Ранг | Дата            | Турнір                    | Покриття   | Суперниця              | Рахунок       |
| --------- | ---- | --------------- | ------------------------- | ---------- | ---------------------- | ------------- |
| Поразка   | 1.   | 21 квітня 1974  | Ніцца, Франція            | Ґрунт      | Юдіт Дібар-Гохн        | 6–7, 4–6      |
| Поразка   | 2.   | 19 січня 1975   | Остін, США                | Тверде     | Венді Джилкріст        | 6–4, 6–7, 3–6 |
| Перемога  | 3.   | 26 січня 1975   | Х'юстон, США              | Тверде     | Памела Річмонд-Шампейн | 3–6, 6–2, 7–6 |
| Поразка   | 4.   | 15 лютого 1975  | Амарилло, США             | Тверде     | Бет Нортон             | 2–6, 4–6      |
| Перемога  | 5.   | 9 березня 1975  | Тайлер, США               | Тверде     | Банні Бранінг          | 6–3, 6–3      |
| Перемога  | 6.   | 6 лютого 1977   | Port Chester, США         | Тверде (i) | Бетсі Нагелсен         | 6–4, 3–6, 6–4 |
| Поразка   | 7.   | 13 березня 1977 | Пенсакола, США            | Тверде     | Бетсі Нагелсен         | 4–6, 5–7      |
| Поразка   | 8.   | 20 березня 1977 | Гілтон-Гед, США           | Ґрунт      | Бетсі Нагелсен         | 3–6, 4–6      |
| Поразка   | 9.   | 1 березня 1981  | Ілклі, Велика Британія    | Ґрунт      | Кейт Брешер            | 4–6, 4–6      |
| Перемога  | 10.  | 8 березня 1981  | Борнмут, Велика Британія  | Ґрунт      | Леслі Чарлз            | 5–7, 6–1, 6–1 |
| Поразка   | 11.  | 12 квітня 1981  | Катанія, Італія           | Ґрунт      | Леа Піхова             | 7–5, 1–6, 4–6 |
| Поразка   | 12.  | 9 травня 1981   | Чичестер, Велика Британія | Ґрунт      | Рене Ейс               | 6–4, 6–3      |
| Перемога  | 13.  | 14 вересня 1981 | Liège, Бельгія            | Ґрунт      | Їветте Флю             | 6–2, 6–2      |

### Парний розряд (11–7)
| Результат | Ранг | Дата              | Турнір                   | Покриття   | Партнерка        | Суперниці                          | Рахунок         |
| --------- | ---- | ----------------- | ------------------------ | ---------- | ---------------- | ---------------------------------- | --------------- |
| Перемога  | 1.   | 21 квітня 1974    | Ніцца, Франція           | Ґрунт      | Юдіт Дібар-Гохн  | Марейке Схар Жанн Вентуріно        | 2–6, 6–3 [10–8] |
| Поразка   | 2.   | 23 вересня 1974   | Бухарест, Румунія        | Ґрунт      | Simona Nunweiler | Вірджинія Рузіч Маріана Сіміонеску | 2-6, 2-6        |
| Перемога  | 3.   | 15 лютого 1975    | Амарилло, США            | Тверде     | Робін Гарріс     | Гезер Долґрен Вера Комар           | 6–3, 7–6        |
| Перемога  | 4.   | 9 березня 1975    | Тайлер, США              | Тверде     | Наоко Сато       | Банні Бранінг С'ю Істмен           | W/O             |
| Перемога  | 5.   | 17 жовтня 1976    | Мадрид, Іспанія          | Ґрунт      | Вірджинія Рузіч  | Регіна Маршикова Рената Томанова   | 6–4, 5–7, 6–2   |
| Поразка   | 6.   | 6 березня 1977    | Джексонфілл, США         | Тверде     | Глініс Коулс     | Ілана Клосс Бетсі Нагелсен         | 6–7, 4–6        |
| Перемога  | 7.   | 28 січня 1980     | Бойсе, США               | Тверде (i) | Мері Карілло     | Даян Десфор Барбара Геллквіст      | 6–1, 6–4        |
| Поразка   | 8.   | 17 серпня 1980    | Дахау, Західна Німеччина | Ґрунт      | Кеті Драрі       | Клаудія Коде-Кільш Ева Пфафф       | 2–6, 0–6        |
| Перемога  | 9.   | 5 квітня 1981     | Наполі, Італія           | Ґрунт      | Сабіна Сіммондс  | Ніна Бом Åsa Flodin                | 7–6, 6–4        |
| Поразка   | 10.  | 12 квітня 1981    | Катанія, Італія          | Ґрунт      | Сабіна Сіммондс  | Марцела Скугерська Леа Піхова      | 2–6, 3–6        |
| Поразка   | 11.  | 19 квітня 1981    | Таранто, Італія          | Ґрунт      | Сабіна Сіммондс  | Марцела Скугерська Леа Піхова      | 2–6, 3–6        |
| Перемога  | 12.  | 14 червня 1981    | Нант, Франція            | Ґрунт      | Барбара Джордан  | Даніела Порціо Фредерік Тібо       | 5–7, 6–3, 6–3   |
| Поразка   | 13.  | 5 липня 1981      | Arachon, Франція         | Ґрунт      | Кармен Переа     | Катрін Танв'є Лаура Аррая          | 3–6, 5–7        |
| Перемога  | 14.  | 12 липня 1981     | Марсель, Франція         | Ґрунт      | Івона Кучиньська | Ізабель Верне Даніела Порціо       | 6–7, 6–2, 6–1   |
| Перемога  | 15.  | 23 серпня 1981    | Оверпелт, Бельгія        | Ґрунт      | Монік Ван Гавер  | Антія Стюарт Кеті Драрі            | 3–6, 6–3, 6–4   |
| Перемога  | 16.  | 30 серпня 1981    | St. Niklaus, Швейцарія   | Ґрунт      | Монік Ван Гавер  | Кейт Гленсі Карен Галлі            | 6–2, 7–6        |
| Поразка   | 17.  | 14 вересня 1981   | Liège, Бельгія           | Ґрунт      | Монік Ван Гавер  | Маріон Де Вітте Кеті Драрі         | 6–7, 1–6        |
| Перемога  | 18.  | 28 листопада 1983 | Телфорд, Велика Британія | Килим      | Юдіт Варрінга    | Сьюзі Мейр Катлін Схюрманс         | 7–5, 7–6        |

## Часова шкала турнірів Великого шлему в одиночному розряді
| W | Ф | ПФ | ЧФ | #Р | КТ | К# | DNQ | A | NH |

| Турнір                                 | 1975  | 1976  | 1977  | 1977  | 1978  | 1979  | 1980  | 1981  | Career SR |
| -------------------------------------- | ----- | ----- | ----- | ----- | ----- | ----- | ----- | ----- | --------- |
| Відкритий чемпіонат Австралії з тенісу |       |       |       |       |       |       |       |       | 0 / 0     |
| Відкритий чемпіонат Франції з тенісу   | 1р    | ПФ    | Ф     | Ф     | 1р    |       |       |       | 0 / 4     |
| Вімблдонський турнір                   |       | 1р    | 2р    | 2р    | 1р    |       | 1р    |       | 0 / 4     |
| Відкритий чемпіонат США з тенісу       |       | 1р    | 3р    | 3р    |       | 2р    |       |       | 0 / 3     |
| SR                                     | 0 / 1 | 0 / 3 | 0 / 3 | 0 / 3 | 0 / 2 | 0 / 1 | 0 / 1 | 0 / 0 | 0 / 11    |
| Рейтинг на кінець року                 | 118   | 47    | 33    | 33    | 101   | 74    | 134   | 131   |           |

Нотатка: 1977 року Відкритий чемпіонат Австралії відбувся двічі: в січні та грудні.